# ダーウィンコメネズミ
ダーウィンコメネズミ（Nesoryzomys darwini）は、齧歯目キヌゲネズミ科に属するコメネズミの一種で、エクアドル領ガラパゴス諸島のサンタ・クルス島に生息していた。おそらく夜行性で、灌木の下の巣穴や岩の割れ目に生息していたと思われる。標本は、Frank Wonderによって1929年1月12日から16日の間に採取された4体のみが現存する。1930年ごろに絶滅したが、これは、人間によってもたらされたドブネズミ・クマネズミ等の移入動物との食物を巡る競合、それらによる病気の感染や捕食などによるものと考えられる。同じサンタ・クルス島原産の同属種、サンタクルスコメネズミ（N. indefessus）も同様に絶滅しているが、他の島に分布した同属種は存続している。